# 光谱

模拟的自然光光谱图案

谱（spectrum）是一种物理情境或现象，其数值不限于一组特定的值，而是可在一段连续区中无间隔地变化。谱的性质又依其是否具连续性或周期性，分为连续谱、离散谱。
光谱（optical spectrum; light spectrum），可以指复色光通过色散系统（如棱镜、光栅）分光后，依光的波长（或频率）的大小顺次排列形成的图案，也可指谱密度（单位波长区间的光强）随波长的分布（参见光学定义一节）。光谱中的一部分可见光谱是电磁波谱中人眼可见的唯一部分，在这个波长范围内的电磁辐射被称作可见光。光谱不包含人類大脑視覺所能区别的所有颜色，譬如褐色和粉红色，其原因是粉红色并不是由单色组成，而是由多种色彩组成的。参见颜色。

## 光学定义
令{\displaystyle \operatorname {d} I_{\lambda }}为一束光波长在{\displaystyle [\lambda ,\lambda +\operatorname {d} \lambda ]}区间的光强，则单位波长区间的光强
{\displaystyle i(\lambda )={\operatorname {d} I_{\lambda } \over \operatorname {d} \lambda }}
称作谱密度。除激光外，大部分光都不是单色光，非单色光的谱密度{\displaystyle i(\lambda )}随波长{\displaystyle \lambda }的分布（常表示为函数图像或近似的示意图）即为光谱。谱密度在整个波长区间的积分即为这束光的总光强。

## 原理
复色光中有着各种波长（或频率）的光，这些光在介质中有着不同的折射率。因此，当复色光通过具有一定几何外形的介质（如三棱镜）之后，波长不同的光线会因出射角的不同而发生色散现象，投映出连续的或不连续的彩色光带。
这个原理亦被应用于著名的太阳光的色散实验。太阳光呈现白色，当它通过三棱镜折射后，将形成由红、橙、黄、绿、蓝、靛、紫（或紅、橙、黃、綠、青、藍、紫）顺次连续分布的彩色光谱，覆盖了大约在390到770纳米的可见光区。历史上，这一实验由英国科学家艾萨克·牛顿爵士于1666年完成，使得人们第一次接触到了光的客观的和定量的特征。

## 光谱的分类

### 按波长区域
在一些可见光谱的红端之外，存在着波长更长的红外线；同样，在紫端之外，则存在有波长更短的紫外线。红外线和紫外线都不能为肉眼所觉察，但可通过仪器加以记录。因此，除可见光谱，光谱还包括有红外光谱与紫外光谱。

### 按产生方式
按产生方式，光谱可分为发射光谱、吸收光谱和散射光谱。
有的物体能自行发光，由它直接产生的光形成的光谱叫做发射光谱。
发射光谱可分为三种不同类别的光谱：线状光谱、带状光谱和连续光谱。线状光谱主要产生于原子，由一些不连续的亮线组成；带状光谱主要产生于分子，由一些密集的某个波长范围内的光组成；连续光谱则主要产生于白炽的固体、液体或高压气体受激发发射电磁辐射，由连续分布的一切波长的光组成。

在白光通过气体时，气体将从通过它的白光中吸收与其特征谱线波长相同的光，使白光形成的连续谱中出现暗线。此时，这种在连续光谱中某些波长的光被物质吸收后产生的光谱被称作吸收光谱。通常情况下，在吸收光谱中看到的特征谱线会少于线状光谱。
当光照射到物质上时，会发生非弹性散射，在散射光中除有与激发光波长相同的弹性成分（瑞利散射）外，还有比激发光波长长的和短的成分，后一现象统称为拉曼效应。这种现象于1928年由印度科学家拉曼所发现，因此这种产生新波长的光的散射被称为拉曼散射，所产生的光谱被称为拉曼光谱或拉曼散射光谱。

### 按产生本质
按产生本质，光谱可分为分子光谱与原子光谱。
在分子中，电子态的能量比振动态的能量大50～100倍，而振动态的能量又比转动态的能量大50～100倍。因此在分子的电子态之间的跃迁中，总是伴随着振动跃迁和转动跃迁的，因而许多光谱线就密集在一起而形成分子光谱。因此，分子光谱又叫做带状光谱。
在原子中，当原子以某种方式从基态提升到较高的能态时，原子内部的能量增加了，原子中的部分电子提升到激发态，然而激发态都不能维持，在经历很短的一段随机的时间后，被激发的原子就会回到原来能量较低的状态。在原子中，被激发的电子在回到能量较低的轨道时释放出一个光子，也就是说这些能量将被以光的形式发射出来，于是产生了原子的发射光谱，亦即原子光谱。因为这种原子能态的变化是非连续量子性的，所产生的光谱也由一些不连续的亮线所组成，所以原子光谱又被称作线状光谱。

## 光谱分析
由于每种元素都有自己的光譜，因此可根据光谱来鉴别物质和确定其化学组成，这种方法被称作光谱分析。因为不同元素的光谱会有不同的位置的颜色的谱线，或者会缺少某些谱线，但含有相同元素的物质的谱线却总是会在同一个位置具有相同颜色的谱线。光谱分析就是利用这个原理来分析物质的元素组成的。